# El Allia
Pour l’article ayant un titre homophone, voir El Alia.
El Allia est une commune de la wilaya de Ouargla en Algérie.